# Atarba (Atarba) tuberculifera tuberculifera
Atarba (Atarba) tuberculifera tuberculifera is een ondersoort van de tweevleugelige Atarba (Atarba) tuberculifera uit de familie steltmuggen (Limoniidae). De ondersoort komt voor in het Neotropisch gebied.